# Madeline Carroll
Madeline Carroll (Los Angeles, Califórnia, 18 de março de 1996) é uma atriz americana. O filme que a destacou em 2007 foi Resident Evil: Extinction como a Rainha Branca.

## Biografia
Filha de uma dona de casa e de um empreiteiro, Carroll já apareceu em várias séries de televisão, incluindo "The Haunting Hour-A Série" NCIS, Cold Case, Grey's Anatomy, Lie to Me, Night Stalker, The Cleaner e Lost. No cinema, atuou em Meu Papai é Noel 3 e Resident Evil: A Extinção. Seu primeiro grande papel foi em 2008 no filme Promessas de Um Cara de Pau com Kevin Costner, seguido por Missão Quase Impossível, em 2010, com Jackie Chan. Ela também estrelou em dois comerciais, um deles com os Jonas Brothers e Demi Lovato. Madeline foi a protagonista em Flipped (O Primeiro Amor) de 2010.
Madeline foi protagonista em Mr. Popper's Penguins (Os pinguins do papai) de 2011.

## Filmografia

### Filmes
| Ano  | Título                                | Papel              |
| ---- | ------------------------------------- | ------------------ |
| 2006 | When a Stranger Calls                 | Allison Mandrakis  |
| 2006 | The Santa Clause 3: The Escape Clause | Cocoa              |
| 2007 | Goldfish                              | Jenny              |
| 2007 | Resident Evil: Extinction             | White Queen        |
| 2008 | Swing Vote                            | Molly Johnson      |
| 2009 | Astro Boy                             | Widget/Grace (voz) |
| 2010 | The Spy Next Door                     | Farren             |
| 2010 | Café                                  | Elly               |
| 2010 | Flipped                               | Juli Baker         |
| 2010 | Roshambo                              | Madeline           |
| 2011 | Vanilla Gorilla                       | Nikki              |
| 2011 | Mr. Popper's Penguins                 | Janie Popper       |
| 2012 | The Magic of Belle Else               | Willow O'neil      |
| 2018 | God Bless the Broken Road             | Hannah             |

### Televisão
| Ano         | Título                                              | Papel                            | Notas                 |
| ----------- | --------------------------------------------------- | -------------------------------- | --------------------- |
| 2005        | Hidden Howie: The Private Life of a Public Nuisance | Riley Mandel                     | Episódio desconhecido |
| 2005        | Night Stalker                                       | Julie Medlock                    | 2 episódios           |
| 2005        | Wanted                                              | Irene                            | 2 episódios           |
| 2006        | All of Us                                           | Elisabeth                        | 1 episódio            |
| 2006        | Passions                                            | Kay (jovem)                      | 1 episódio            |
| 2007        | Lost                                                | Annie                            | 1 episódio            |
| 2008        | Grey's Anatomy                                      | Ivy Soltanoff                    | 1 episódio            |
| 2009 / 2003 | Cold Case                                           | Gwen Deamer / Hillary Rhodes '63 | 2 episódios           |
| 2009        | Lie to Me                                           | Samantha Burch                   | 1 episódio            |
| 2009        | The Cleaner                                         | Sarah                            | 1 episódio            |
| 2009        | Navy NCIS: Naval Criminal Investigative Service     | Angela Kelp                      | 1 episódio            |
| 2014        | Scandal                                             | Karen Grant                      | 6 episódios           |

## Prêmios e indicações
| Prêmios | Prêmios   | Prêmios             | Prêmios                      | Prêmios                     |
| Ano     | Resultado | Premiação           | Categoria                    | Título                      |
| ------- | --------- | ------------------- | ---------------------------- | --------------------------- |
| 2007    | Indicada  | Young Artist Awards | Melhor Elenco Jovem          | Meu Papai é Noel 3          |
| 2009    | Indicada  | Young Artist Awards | Melhor Jovem Atriz Principal | Promessas de Um Cara de Pau |